# Грант Имахара
Грант Масару Имахара (на английски: Grant Masaru Imahara) е американски експерт по електроника и телевизионен водещ от японски произход, най-известен като част от младшия екип на предаването на Discovery Channel „Ловци на митове“.

## Обучение и ранна работа
Завършва Университета на Южна Калифорния с диплома по електротехника.
След това работи като инженер в Lucasfilm и Industrial Light & Magic (ILM), като е работил по филмите: „Джурасик парк“, „Междузвездни войни: Епизод I - Невидима заплаха“, „Галактическа мисия“, „Изкуствен интелект“, „Междузвездни войни: Епизод II - Клонираните атакуват“, „Терминатор 3: Бунтът на машините“, „Матрицата: Презареждане“, „Матрицата: Революция“, „Ван Хелзинг“ и „Междузвездни войни: Епизод III - Отмъщението на ситите“.

## Ловци на митове
Грант Имахара е приятел на Джейми Хайнеман и също на свързаната с „Ловци на митове“ негова колежка от „Industrial Light & Magic“ Линда Волкович. Присъединява се към младшия екип по време на третия сезон, заменяйки Скоти Чапман. Обикновено създава роботите, нужни за експериментите, или се занимава с компютърната и електротехническата част по митовете.

## Личен живот и смърт
През декември 2016 г. Имахара се сгодява за дългогодишната си приятелка Дженифър Нюман. Имахара умира вследствие разкъсване на мозъчна аневризма на 13 юли 2020 г., на 49-годишна възраст.